# Leif Holmqvist
Leif Holmqvist (* 12. listopadu 1942 v Gävle, Švédsko) je bývalý švédský hokejový brankář.

## Hráčská kariéra

### Klubová kariéra
S vrcholným hokejem ve švédské lize začínal v klubu Strömsbro IF, kde odehrál šest sezón než v roce 1965 přestoupil do AIK Stockholm. Tam působil celkem 10 let. Je jedním ze třech hokejistů, kteří dokázali dvakrát zvítězit v anketě o nejlepšího hráče ligy (Zlatý puk získal v letech 1968 a 1970) a sedmkrát byl jmenován do all-star týmu ligy (v letech 1965 až 1971). Na závěr kariéry působil krátce v zámoří (v týmu Indianapolis Racers ve WHL) a zakončil ji ve švédském HV 71.

### Reprezentační kariéra
Byl dlouholetou oporou švédské reprezentace, byl součástí většiny švédských týmů druhé poloviny šedesátých let a první poloviny let sedmdesátých. Reprezentoval na olympijských hrách v letech 1968 a 1972 a na mistrovství světa vybojoval tři stříbrné (v letech 1967, 1969 a 1970)
a čtyři bronzové medaile (v letech 1965, 1971, 1972 a 1975). V reprezentaci odchytal celkem 202 utkání.

## Ocenění
- Zlatý puk 1968, 1970
- nejlepší brankář MS 1969
- člen Síně slávy mezinárodní hokejové federace od roku 1999